# 高岡町浦之名
高岡町浦之名（たかおかちょううらのみょう）は、宮崎県宮崎市の地名。高岡地域自治区に属している。郵便番号は880-2223。(一部880-2323)

## 地理
宮崎市の北西部、旧高岡町の西部、大淀川左岸、浦之名川沿いに位置する。高岡町紙屋、高岡町内山（大淀川南地区）、高岡町五町（大淀川北地区）と接する。他市町は綾町（南俣）、小林市（野尻町紙屋）、都城市（高城町四家）と接する。

## 地名の由来
当地の由来について定かではないが、2つの説がある。
1. 浦之名は、1600年に高岡郷が創設される以前は、野尻郷に属していた。（小林市）野尻町から見た場合、浦（端の方）の意味で浦之名と呼んだ説。
2. または名には普通、名田の主の名がつくため、浦と称する人の名田であった説。

## 歴史
- 平成18年（2006年）1月1日 - 高岡町が宮崎市に編入。

## 世帯数と人口
2023年（令和5年）4月1日現在の世帯数と人口は以下の通りである。
| 町丁         | 世帯数  | 人口   |
| ------------ | ------- | ------ |
| 高岡町浦之名 | 711世帯 | 1282人 |

## 小・中学校の学区
市立小・中学校に通う場合、学区は以下の通りとなる。旧浦之名小学校校区。
| 町名         | 小学校             | 中学校             |
| ------------ | ------------------ | ------------------ |
| 高岡町浦之名 | 宮崎市立高岡小学校 | 宮崎市立高岡中学校 |

## 交通

### バス
宮交グループの運営するバスが営業している。

### 道路
- 国道10号
- 国道269号
- 宮崎県道357号田の平綾線
- 宮崎県道358号高岡綾線
- 宮崎県道359号赤谷橋山線
- 宮崎県道401号奈佐木高岡線

## 施設
- 高岡ダム
- 大淀川第二発電所
- 高岡警察署西高岡駐在所
- 旧宮崎市立浦之名小学校